# جی‌تی‌ای: جنگ‌های محله چینی‌ها
اتومبیل‌دزدی بزرگ: جنگ‌های محلهٔ چینی‌ها (به انگلیسی: Grand Theft Auto: Chinatown Wars) یک بازی ویدئویی در ژانر گیم‌پلی غیرخطی است که توسط شرکت راک‌استار نرث طراحی و ساخته شد. این بازی در سری بازی‌های اتومبیل‌دزدی بزرگ قرار دارد. نخستین انتشار این بازی، در ۱۷ مارس ۲۰۰۹، برای کنسول دستی نینتندو دی‌اس منتشر شد. این بازی همچنین در ۲۰ اکتبر ۲۰۰۹ برای پلی‌استیشن همراه منتشر شد.
| گردآورنده  | امتیاز |
| ---------- | ------ |
| گیم‌رنکینگز | ۹۲٫۷۵٪ |
| متاکریتیک  | ۹۳     |

| ناشر                | امتیاز                     |
| ------------------- | -------------------------- |
| سی‌وی‌جی              | ۹٫۲                        |
| اج                  | ۹/۱۰                       |
| یوروگیمر            | ۱۰                         |
| گیم اینفورمر        | ۹٫۲۵                       |
| گیم‌پرو              | [ ۷ ]                      |
| گیم‌اسپات            | ۹٫۵                        |
| گیم‌اسپای            | [ ۹ ]                      |
| گیمز ریدار+         | ۱۰                         |
| آی‌جی‌ان              | ۹٫۵ (US) ۹٫۲ (UK) ۹٫۳ (AU) |
| نینتندو ورلد ریپورت | ۹٫۰                        |
| مجله رسمی نینتندو   | ۹۴٪                        |
| ایکس پلی            | [ ۱۵ ]                     |